# 第五王國派
第五王国派（英語：Fifth Monarchists）是英国内战期间清教徒中最为极端的一派，持有基督教千禧年主义。其名称来自于《但以理书》中称四个王国（巴比伦、波斯、马其顿、罗马）处于基督的王国之前，该派称1666年及其与圣经中兽名数目的关系表明该年人类的世俗统治将结束，圣经中的第五王国时代即将到来，在此期间基督将统治世界一千年。
第五王国派是三国之战期间出现的众多不从国教的教派之一，其最著名的追随者是托马斯·哈里森。1660年10月，他因弑君罪被处决。该派最初支持克伦威尔。小议会的建立使得该派对建立圣徒统治的期望急剧升高。在克伦威尔担任护国公后，第五王国派期望落空，开始反对克伦威尔。
该派成员认为1649年1月查理一世被处决标志着第四王国的结束，并认为护国公时期和1660年斯图亚特王朝复辟阻止了第五王国的到来。一些人认为，这证明了军事行动的正当性，这意味着这两个政权都对他们进行了迫害，这两个政权从未成为群众运动。第五王国派残余的诸多领导人在参与1661年1月的托马斯·文内起义后被处决，这组织瓦解。
除了基督教千禧年主义和反律法论，第五王国派还与其他不从国教派，特别是重浸派，有许多共同的观点。然而，主要是由于共同的政治信仰而团结在一起，而非一个具有独特和一致教义的宗教团体。与其他派别之间的联系使他们拥有与其人数不相称的影响力。

## 信仰
第五王国派从《但以理书》的四个王国中汲取了灵感。这预言了第五王国或神的国将出现在巴比伦、波斯、马其顿、罗马之后。追随者认为，1649年1月查理一世的处决标志着第四王国或称罗马君主制的结束。一些人成为弑君者，因为他们相信国王的死会带来圣徒王国，或由那些“得救的”人（如第五王国派）统治。这些所谓“圣徒”的作用是让群众为耶稣再临做准备，尽管这究竟何时发生存在争议。根据《启示录》，一些人相信基督会在1666年再临，这与圣经中兽名数目相对应，而“千年”的说法也很常见。
许多第五王国派支持反律法论，以“得救者”不受十诫约束为由拒绝法律制度，同时他们还认为自己有责任抵制任何阻碍天国降临的制度。虽然运动最终分裂为反对暴力的“受难圣徒”和主张拿起武器的“起义圣徒”（如托马斯·文内），但这些信仰使奥利弗·克伦威尔和后来的同时代人将他们视为狂野的革命者和既定秩序的敌人。

## 起源与英格兰共和国

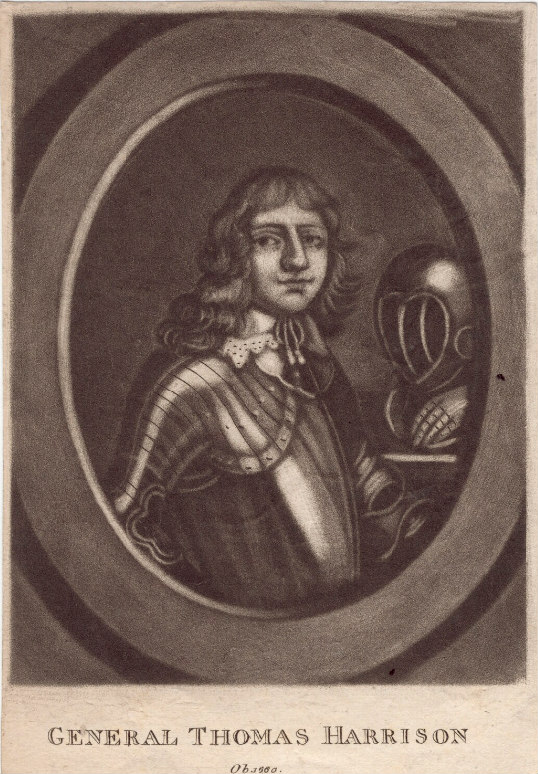
托马斯·哈里森少将，第五王国派领袖，他于1660年因弑君罪被处决

1639年三国之战的爆发导致激进的政治和宗教观点的传播速度急剧增加，其中就包括基督教千禧年主义。尽管千禧年主义在清教徒中很常见，甚至被英格兰教会的一些骑士党成员所认同，但第五王国派的独特之处在于，千禧年主义是他们神学的核心观点。然而，最近的一位历史学家认为，将他们视为一个政治团体，而不是一个具有独特而一致的教义的宗教派别更为准确。
总的来说，第五王国派也反对对非新教徒的宗教宽容；与挖掘派等派系不同的是，他们无意结束现有的社会秩序或扩大政治权利，因为他们认为只有“得救者”才有资格掌权。但也有一些例外，如同情平等派的克里斯托弗·费克和玛丽·凯里，后者支持性别平等和扶贫措施；在1654年去世前，她用“MC”这个名字写作，因此很多人认为她是男性。
第五王国派最初是宗教独立派的一个派别。独立派主导了1648年后的残缺议会，与浸礼派和重浸派有着密切联系。第五王国派作为一个独立派别出现的时间通常追溯到1651年12月，当时包括费克、约翰·罗杰斯和约翰·辛普森在内的一群传教士在伦敦聚会。他们对议会显然未能推进“上帝革命”感到失望，于是商定了一项行动方案来支持他们的目标，包括积极抵抗共和国政府。
第五王国派主要出身于伦敦手工艺人阶层，由于其中包括新模范军的高级军官，他们吸引了与其实际人数不相称的关注。其中包括托马斯·哈里森少将和罗伯特·奥弗顿少将，纳撒尼尔·里奇上校、约翰·琼斯·梅西加纳德上校和威廉·戈夫上校，以及约翰·卡鲁等高级行政官员。还有许多其他人最初同情他们的观点，包括克伦威尔和小亨利·文。1653年4月，克伦威尔解散了残余议会，第五王国派的政治影响力达到了顶峰，他们因此将他誉为新的摩西。
第五王国派还支持克伦威尔对荷兰共和国的战争；尽管这是针对新教徒同胞的，但第五王国派认为，他们有责任将圣徒王国传播到每个国家，无论是新教还是天主教。克伦威尔用一个通常被称为“小议会”的提名机构取代了残缺议会；在149名议员中，有15名可以确定为是第五王国派，包括Praise-God Barebone、卡鲁和哈里森。首次会议于1653年7月开始，但不同派系很快就卷入了关于什一税的激烈讨论中：第五王国派想要废除而非减少什一税，并改革法律制度，他们认为法律制度应当完全基于《圣经》中包括的法律。12月8日，占多数的温和派通过了一项动议，敦促克伦威尔解散议会，最终导致了16日开始的护国公时期。
该事件的结果是该政权与第五王国派之间的公开冲突：哈里森、奥弗顿和里奇被开除出军队，而罗杰斯和费克则攻击克伦威尔叛教，并向他们的追随者宣扬叛乱。这导致第五王国派与约翰·卡鲁等持有浸信会或重浸派观点的活动分子分裂，特别是后者反对使用暴力。罗杰斯和费克被逮捕，而政府则对其他成员进行监视，此后，政府采取迫害与宽容交替的方式，试图分裂运动。这一政策取得了一些成功，罗杰斯、戈夫、约翰·琼斯·梅西加纳德和威尔士传教士Morgan Llwyd与政府和解。只剩下少数起义者，如文内，他因策划起义于1657年入狱。到他1659年获释时，第五王国派已经失去了大部分影响力，不再是一支重要的力量。

## 斯图亚特王朝复辟及之后

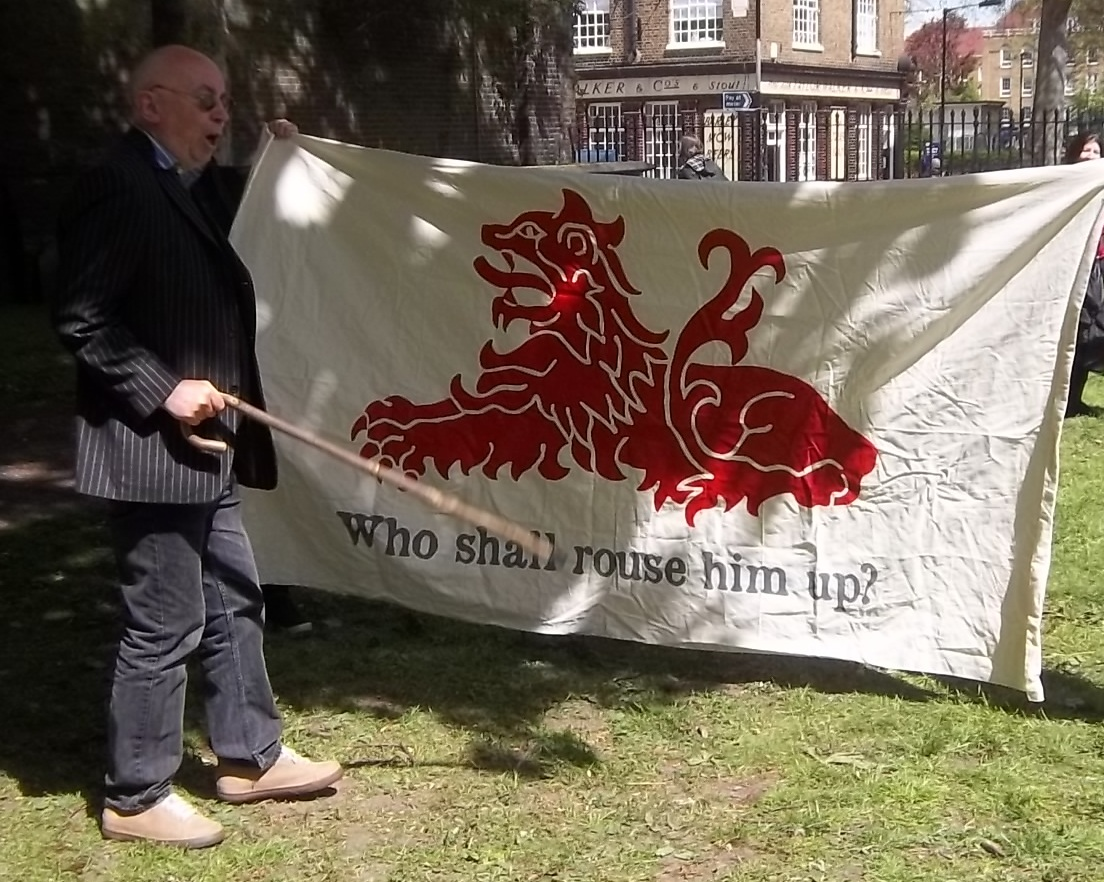
伊恩·博恩在Thomas Rainsborough纪念牌匾的安装仪式上发表讲话（2013年5月12日），支持托马斯·文内和第五王国派。这面旗帜是当时叛乱分子使用的旗帜的复制品。

1660年5月斯图亚特王朝复辟后，哈里森是第一个被判犯有弑君罪的人，然后于10月13日被处以英式车裂。原因之一是他为反对“不敬虔的统治者”的暴力行为辩护，这意味着他被视为对重建秩序的持续威胁。这一点似乎在1661年1月6日得到了证实，当时文内试图以“耶稣王”的名义煽动一场民众起义以占领伦敦，有50名他的追随者驻扎在Norton Folgate。
其中的大多数人被杀或被俘，文内和其他10人于1月19日和21日以叛国罪被处决，起义的失败导致了对不从国教教派的镇压，最终导致了《1662年教会统一法令》的通过。尽管伦敦大瘟疫和伦敦大火短暂地恢复了人们对肉体人类统治世界的末日的信念，但第五王国派作为一个独立的教派已不复存在，尽管一些教义被浸礼派和其他相信“神的国”可以通过精神手段实现的人所吸收。

## 著名成员和同情者
- Praise-God Barebone：“小议会”因他得名，他在1660年斯图亚特王朝复辟后被捕，但后来被释放并于1679年去世；
- 约翰·卡鲁（英语：John Carew (regicide)）：1661年作为弑君者被处决；
- 玛丽·凯里（英语：Mary Cary (prophetess)）：1654年左右逝世；
- 克里斯托弗·费克（英语：Christopher Feake）：作为第五王国派，他与平等派有着相同的平等主义政治观点，他于1665年护国公时期被捕。1658年克伦威尔去世后获释，1660年后从历史记录中消失；
- 威廉·戈夫（英语：William Goffe）少将：弑君者，1660年逃到新英格兰，据信于1679年左右逝世；

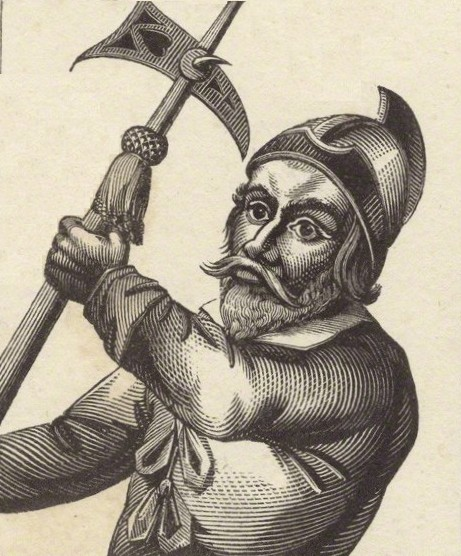
托马斯·文内，1661年因叛国罪被处决

- 托马斯·哈里森少将：1654年被军队开除，并在护国公时期多次入狱，1660年作为弑君者被处决；
- Morgan Llwyd：威尔士第五王国派领袖，威尔士语作家，1659年去世；
- 约翰·琼斯·梅西加纳德（英语：John Jones Maesygarnedd）：第一次和第二次英国内战期间在威尔士的议会军中服役，护国公时期继续担任职务，1660年10月作为弑君者被处决；
- 罗伯特·奥弗顿（英语：Robert Overton）少将：护国公时期多次被捕，1661—1668年被囚禁于泽西岛，1679年在伦敦的家中去世；
- 威廉·帕克（英语：William Packer (Major-General)）：斯图亚特王朝复辟后短暂入狱，1662年逝世；
- 瓦瓦索·鲍威尔：威尔士传教士，护国公时期和复辟后一直遭到囚禁，1670年死于狱中；
- Thomas Rainsborough上校：常被称作第五王国派，1647年帕特尼辩论（英语：Putney Debates）主要的平等派发言人，同情重浸派，1648年去世；
- 纳撒尼尔·里奇（英语：Nathaniel Rich (soldier)）上校：他与哈里森和奥弗顿一起被开除出军队，于1655年在护国公时期被监禁，然后于1656年获释。由于他不是弑君者，他在斯图亚特王朝复辟后逃脱了惩罚，文内起义期间他被捕并被关押到1665年，之后他安静地住在埃塞克斯地家中；
- 约翰·罗杰斯（英语：John Rogers (Fifth Monarchist)）：传教士，护国公时期被囚禁，1660年后流亡到荷兰共和国；
- 约翰·辛普森：传教士；
- 安娜·特雷普内尔（英语：Anna Trapnell）：来自伦敦波普勒的宗教空想家，反对护国公体制，因主张男女平等而被视为疯子。1654年被捕，1656年获释，此后从历史记录中消失；
- 托马斯·文内（英语：Thomas Venner）：“起义圣徒”的领袖，在1661年1月的一次失败起义后被处决；
- 阿瑟·哈斯勒利格：“五名成员（英语：Five Members）”之一，1642年1月对他们的逮捕尝试是通往8月内战的重要一步。他与第五王国派有许多相同的观点，包括反对护国公体制。他试图阻止斯图亚特王朝复辟，并被囚禁在伦敦塔，1661年1月去世。在他的遗嘱中，哈斯勒利格声称自己是第五王国派。[18]

## 脚注
1. ↑  Capp 1971，第18-19頁.
2. 1 2  Keay 2023，第152頁.
3. ↑  Solt 1961，第316頁.
4. ↑  Solt 1961，第318頁.
5. ↑  Capp 1971，第23頁.
6. ↑  Solt 1961，第320-321頁.
7. ↑  Manganiello 2004，第96-97頁.
8. ↑  Keay 2023，第153頁.
9. ↑  Plant.
10. ↑  Solt 1961，第320頁.
11. ↑  Birch 2018，第20頁.
12. ↑  Woolrych 1982，第232頁.
13. ↑  Woolrych 1982，第345頁.
14. ↑  Birch 2018，第25-27頁.
15. ↑  Solt 1961，第323頁.
16. ↑  Sheppard 1957，第15-20頁.
17. ↑  Birch 2018，第32頁.
18. ↑  Haselrig 1661，第3頁.

## 延伸阅读
- Anon. (1661), A judgment & condemnation of the Fifth-Monarchy-men, their late insurrection. Also, how far the guilt of that fact may justly be imputed to those that are commonly distinguished by the names of Independants, Presbyterians, Anabaptists and Quakers. Set forth in a letter to a friend. By a moderate gentleman. London.[1]
- Anon. (1661), Londons allarum, or The great and bloody plot of the Fifth-Monarchy-Men discovered being a perfect relation of their most horrid, damnable, treasonable, and tumultuous rising on Sunday night last: with the names of the gentlemen killed and wounded at St. Pauls, Redcross-street, White-Cross, and Bishops-Gate: as also, the manner of their bloody design, their resolution and intentions; and the number of prisoners taken, and committed to New-Gate, the Gate-House, and other places; together with a further discovery of their wicked design; and a perfect narrative of their bloody proceedings on Wednesday morning last. Likewise, a list of the names of these bloody traytors; and the number kill'd ant taken prisoners on both sides, London: Printed for G. Horton, for general satisfaction.[2]

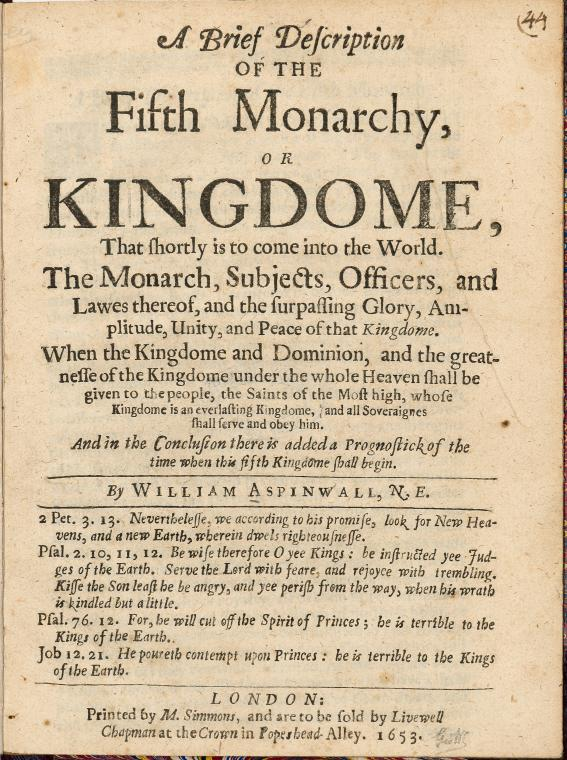
威廉·阿斯平瓦尔所著《第五王国派简述》（1653年）的扉页

- Anon. (1661), London's Glory: Or, The Riot and Ruine of the Fifth Monarchy Men, London: Printed for C.D.
- B, T., , London: Printed by T.M., 1661, OCLC 13236915.
- Banks, Charles, , The New England Historical and Genealogical Register, 1893, 47: 437–444.
- Brown, Louise Fargo, , American Historical Association, 1913.
- Burrage, Champlin, , The English Historical Review, 1910, 25.
- Capp, Bernard,  (PDF), Journal of Religious History, 2008, 32 (1): 16–30, doi:10.1111/j.1467-9809.2008.00699.x
- Capp, Bernard (1972), The Fifth Monarchy Men: A Study in Seventeenth-Century English Millenarianism, London: Faber.
- Cartwright, James J. (编), , London: Longmans, Green, and Co, 1875.
- Dunan-Page, Anne, , , Presses de la Sorbonne Nouvelle: 227–239, 2008.
- Farr, David, , Norfolk Archaeology, 2015, 47 (2): 170–182.
- Farr, David, , Routledge, 2016, ISBN 978-1409465546, doi:10.4324/9781315593227.
- Hill, Christopher, , Penguin, 1984, ISBN 9780140551471.
- , London, 1661, OCLC 1170545766.
- Maclear, J. F., , William and Mary Quarterly, 1975, 32 (2): 223–260, JSTOR 1921563, doi:10.2307/1921563.
- Rogers, Edward, , Longmans, Green, Reader and Dyer, 1867.
- Rogers, P. G., , Oxford University Press, 1966, OCLC 491109402.
- Venner, Thomas (1660), The last speech and prayer with other passages of Thomas Venner, the chief incourager and promoter of the late horrid rebellion immediately before his execution in Coleman-street on Saturday last being the 19th of Ianuary, 1660 : together with the names of the rest that were condemned for the same fact, London.[3]